# Đợi anh nhé, Anna !
Đợi anh nhé, Anna! (tiếng Nga: Жди меня, Анна !) là một bộ phim tình cảm - lãng mạn của đạo diễn Valentin Vinogradov, ra mắt lần đầu năm 1969.